# Teshik-Toshgrot
De Teshik-Toshgrot (ook: Teshik Tash of Tesjik-Tasj, Russisch: Пещера Тешик-Таш, Oezbeeks: Teshik-Tosh - "steen met gat") is een archeologische vindplaats in het Boysuntogʻ-gebergte, in de Oezbeekse provincie Surxondaryo.
Op 4 juli 1938 vond de Sovjet-archeoloog Aleksej Okladnikov 70.000 jaar oude skeletresten van een acht- tot tienjarig neanderthalerkind in Teshik-Tosh. In de literatuur meestal aangeduid als de "Jongen van Teshik-Tash", betreft het volgens recente studies het gedeeltelijke skelet van een meisje. De resten waren zodanig in de grond geplaatst dat men mogelijk kan spreken van een begrafenis.

## Locatie
De Teshik Tosh-grot bevindt zich 125 kilometer ten zuiden van Samarkand en 24 kilometer ten zuiden van de stad Boysun, in het Boysuntogʻ-gebergte, de zuidwestelijke uitlopers van het Hisorgebergte, op een hoogte van 1600 meter boven zeeniveau. De grot ligt bij de bodem van een smalle kloof, slechts 15 tot 20 meter breed, met steile 40 tot 50 meter hoge, gedeeltelijk overhangende rotswanden, aan de linkeroever van de Turgan-Darjarivier.

## Beschrijving
De ingang van de Teshik-Tosh-grot ligt op het noordoosten. De grot bestaat uit een bij de ingang 20 meter brede en 7 meter hoge kamer, die zich 21 meter diep uitstrekt.
Vijf afzonderlijke bewoningslagen en een dozijn vuurkuilen, sommige met gebroken botten en hoorns van wilde geiten, botten van andere dieren, evenals afslagen en ander stenen gereedschap, werden in de Teshik Tosh-grot gevonden. Bij de westelijke wand ongeveer 10 meter van de ingang vond men de skeletresten van een kind. Het door het omringende sediment geel gekleurde gedeeltelijke skelet lag in de bovenste van de vijf Moustérien-cultuurlagen, in een ondiepe kuil met zijn voeten naar de ingang van de grot.
De schedel was door het gewicht van de sedimenten erboven verbrijzeld. Toch waren de ongeveer 150 fragmenten zo goed bewaard gebleven dat men het kon reconstrueren. De schedel toonde anatomische kenmerken van de neanderthalers: een gezicht met een groot neusgebied, de aanduiding van een wenkbrauwboog, een laag voorhoofd, lange hersenschedel en een onderkaak zonder uitstekende kin. De hersenen hadden een volume van ongeveer 1500 kubieke centimeter, wat zelfs voor moderne mensen tamelijk groot is.
Rondom de schedel lagen verschillende postcraniale botten zonder anatomische samenhang verspreid: een halswervel, verschillende ribben, het linker opperarmbeen, de sleutelbeenderen, het rechter dijbeen, het linker scheenbeen en de twee kuitbeenderen. De uiteinden van het opperarmbeen en het dijbeen waren weggeknaagd. Naast de skeletdelen vond men een coproliet. Mogelijk plunderde een roofdier het graf, haalde er botten uit en knaagde daaraan.
Het meest opvallende aan het graf waren de zes paar grote botkegels van hoorns van Siberische steenbokken, die in een cirkel rond de schedel waren gerangschikt met de punt naar beneden. De hoorns waren deels heel en deels gebroken. Twee waren nog bevestigd aan het voorhoofd van de schedel, drie of vier paren waren gescheiden van het voorhoofd. Alle hoorns waren met hun uiteinden in de grond gestoken en in één richting gerangschikt, waardoor ze een soort omheining aan de bovenkant van het graf vormden, en lagen in dezelfde laag en op dezelfde diepte als de schedel. Naast het lichaam had korte tijd een vuur gebrand.

## Relatie met andere vondsten
Tot de ontdekking van de Okladnikovgrot in de Altaj, 2000 kilometer verder naar het oosten, markeerde de vindplaats de oostelijke grens van het bekende verspreidingsgebied van de neanderthalers. DNA-onderzoek toonde aan dat het kind van Teshik-Tosh waarschijnlijk nauwer verwant was aan de Europese neanderthalers dan de vondsten uit Zuid-Siberië.
De Russische archeoloog Michail Gerasimov, grondlegger van de forensische beeldhouwkunst in de archeologie, maakte een sculptuur met een gedetailleerde gezichtsreconstructie van het Teshik-Tosh-kind. De sculptuur wordt getoond in de Kunstkamera van de Russische Academie van Wetenschappen in Sint-Petersburg. De fossiele vondsten bevinden zich in het Museum voor Antropologie aan de Staatsuniversiteit van Moskou.